# ويليام هاردينغ كارتر
ويليام هاردينغ كارتر (بالإنجليزية: William Harding Carter)‏ هو كاتب سير وضابط أمريكي، ولد في 19 نوفمبر 1851 في ناشفيل في الولايات المتحدة، وتوفي في 24 مايو 1925 في واشنطن العاصمة في الولايات المتحدة.